# Геоглоссовые
Геогло́ссовые (лат. Geoglossaceae) — семейство аскомицетовых грибов, выделенное в монотипные порядок Geoglossales и класс Geoglossomycetes.

## Морфология
Грибы небольших размеров, в высоту могут вырастать от 2 до 8 см, имеют в основном чёрную окраску.

## Биология
Живут в почве или среди подгнивающей растительности. Иногда бывают покрыты спорами.

## Роды семейства
- Geoglossum Pers., 1794 — Геоглоссум
- Leucoglossum S.Imai[англ.], 1942
- Maasoglossum K.S.Thind & R.Sharma, 1985
- Phaeoglossum Petch, 1922
- Thuemenidium Kuntze, 1891
- Trichoglossum Boud., 1885